# Japonské císařské armádní letectvo
Japonské císařské armádní letectvo (japonsky 大日本帝國陸軍航空隊 (kjúdžitai) nebo 大日本帝国陸軍航空隊 (šindžitai), Dai-Nippon teikoku rikugun kókútai) byla letecká složka japonské císařské armády, která byla zodpovědná za letecké operace na podporu císařské armády (průzkum, vzdušné krytí, vzdušná podpora, vzdušný transport, etc…) a s tím související obranou domácích ostrovů. Své úkoly císařské armádní letectvo plnilo od svého vzniku v roce 1910 až do kapitulace Japonského císařství v roce 1945.
Počátky císařského letectva spadají do roku 1910, kdy byly do Japonského císařství dovezeny první dva letouny těžší než vzduch. Již v září 1914 se letouny císařské armády zapojily do bitvy o Čching-tao.
Zpočátku císařské armádní letectvo nakupovalo, či později i vyrábělo, letouny zahraničních konstrukcí, ale po první světové válce začalo vyvíjet i svoje vlastní konstrukce, které nakonec zcela převládly. Na rozdíl od císařského námořního letectva se císařské armádní letectvo soustředilo na taktickou podporu pozemních jednotek, zatímco dálkovým a strategickým úderům nebyla věnována dostatečná pozornost.
Během druhé čínsko-japonské války si dokázali armádní piloti vybojovat vzdušnou převahu nad čínským letectvem, ale při střetech se sovětským letectvem nedokázali zabránit porážkám císařské armády u Chasanu a Chalchyn golu. Během války v Pacifiku bylo císařské armádní letectvo nasazeno zejména v západní části impéria – od Mandžukua, přes Čínu, Filipíny, Barmu, Francouzskou Indočínu, Malajsko až po Nizozemskou východní Indii a Novou Guineu. Po počátečním úspěchu musely sice obratné, ale slabě vyzbrojené a většinou nechráněné letouny císařské armády čelit převaze Spojenců. Armádní letectvo se rovněž podílelo na obraně domácích ostrovů, kde muselo koncem války čelit kvalitativní převaze Spojenců (zejména hromadným náletům B-29 a palubních letounů), nedostatku strategických surovin a vycvičených pilotů. Ve snaze zastavit postup Spojenců se uchýlilo k taktice sebevražedných útoků: ať již proti lodím ve stylu kamikaze, či taranování B-29.
Po japonské kapitulaci bylo císařské armádní letectvo (stejně jako císařská armáda) rozpuštěno.

#### V češtině
- HATA, Ikuhiko; IZAWA, Yasuho; SHORES, Christopher. Jednotky stíhacích letadel japonské armády a jejich esa 1931-1945. Praha: Dobrovský, 2008. ISBN 978-80-87124-04-8.
- O'NEILL, Richard. Sebevražedné jednotky: Vývoj a použití speciálních útočných zbraní ve druhé světové válce. Plzeň: Mustang, 1995. ISBN 80-7191-048-1.
- SCHMID, Jaroslav. Letadla 1939-45: Stíhací a bombardovací letadla Japonska, 1. díl. Plzeň: Fraus, 1998. ISBN 80-7238-041-9.
- SCHMID, Jaroslav. Letadla 1939-45: Stíhací a bombardovací letadla Japonska, 2. díl. Plzeň: Fraus, 2000. ISBN 80-7238-077-X.
- SHORES, Christopher; CULL, Brian; IZAVA, Jasuho. Krvavá jatka I. Plzeň: Mustang, 1994. ISBN 80-85831-48-1.
- SHORES, Christopher; CULL, Brian; IZAVA, Jasuho. Krvavá jatka II. Plzeň: Mustang, 1995. ISBN 80-85831-73-2.
- VEJŘÍK, Lubomír. Vzestup a pád orlů Nipponu 1931-1941 (Prolog). Cheb: Svět křídel, 1994. ISBN 80-85280-26-4.
- VEJŘÍK, Lubomír. Vzastup a pád orlů Nipponu: Pearl Harbor, Tenno Heika Banzai (Druhý díl historie japonského letectva). Cheb: Svět křídel, 1995. ISBN 80-85280-35-3.

#### Cizojazyčná
- BERGERUD, Eric M. Fire in the Sky: The Air War in the South Pacific. [s.l.]: Westview Press, 2001. Dostupné online. ISBN 9780813338699. (anglicky)
- BURTON, John. Fortnight of Infamy: The Collapse of Allied Airpower West of Pearl Harbor. Annapolis: Naval Institute Press, 2006. Dostupné online. ISBN 9781591140962. (anglicky)
- MIKESH, Robert C.; ABE, Shorzoe. Japanese Aircraft 1910-1941. Annapolis, MA: Naval Institute Press, 1990. Dostupné online. ISBN 9781557505637. (anglicky)
- SHORES, Christopher. Air War for Burma: The Third and Concluding Volume of The Bloody Shambles Series, The Allied Air Forces Fight Back in South-East Asia 1942-1945. London: Grub Street, 2005. ISBN 1-904010-95-4.
- Handbook on Japanese Military Forces (Technical Manual TM 30-480). Washington: War Department, 1944-09-15. Dostupné online. Kapitola IV: Japanese Air Service. (anglicky) – míchá dohromady armádní a námořní letectvo, ale spolu s TM 30-480 ze září 1942 ukazuje, co o císařském armádním letectvu věděli Američané